# Juurikkaselkä
Juurikkaselkä är en avskild del av sjön Juojärvi i Finland. Den ligger i Heinävesi kommun i landskapet Södra Savolax, i den sydöstra delen av landet, 300 km nordost om huvudstaden Helsingfors. Juurikkaselkä ligger 78 meter över havet.
På näset som skiljer Juurikkaselkä från resten av Juojärvi ligger Valamo nya kloster.
I sjön ligger öarna Kalliosaari och Sikosaari
Trakten ingår i den boreala klimatzonen. Årsmedeltemperaturen i trakten är 0 °C. Den varmaste månaden är augusti, då medeltemperaturen är 14 °C, och den kallaste är januari, med −16 °C.